# Jan Filip z Lambergu (komorník)
Jan Filip z Lambergu, počeštěně též z Lamberka, (německy Johann Philipp von Lamberg, 9. září 1684 - 8. listopadu 1735 ) byl česko-rakouský šlechtic z rodu Lambergů. Působil jako císařský komorník a nejvyšší zemský lovčí v Tyrolsku.

## Život
Jan Filip z Lambergu byl šestnáctým dítětem hraběte (později knížete) Františka Josefa z Lambergu (1637–1712) a jeho manželky Anny Marie z Trauttmansdorffu († 21. dubna 1727). Jeho bratry byli Josef Dominik, kníže-biskup pasovský, František Alois sufragánní biskup v Pasově a knížata Leopold Matyáš a František Antonín. 
Jeho kmotrem, po němž dostal své jméno, byl Jan Filip z Lambergu, bratr jeho otce, který do roku 1689 zastával úřad pasovského knížete-biskupa. Strýc se staral o náležitou výchovu svého synovce-kmotřence a udělal z něj dvorního kavalíra a roku 1706 ho jmenoval vrchním stájmistrem.
Jan Filip se později stal císařským komorníkem a tajným radou knížete-biskupa a jeho stájmistrem. Tuto funkci zastával do konce roku 1712, kdy po smrti svého strýce a otce zdědil s tím fideikomisní panství Kitzbühel se zámkem Münichau a dalšími statky v Tyrolsku. Poté získal úřad zemského lovčího v Tyrolsku.

### Manželství
Dne 3. srpna 1707 se oženil s Marií Josefou hraběnkou z Montfortu, dcerou hraběte Jana Antonína z Montfortu a hraběnky Marie Viktorie ze Spauru. Z manželství se narodily dvě děti, syn Filip Tomáš Josef a dcera Filipína Maxmiliana Josefa, obě děti však zemřely v dětství. Dědictví po Janu Filipovi proto připadly jeho bratru Janu Ferdinandovi.